# Pla d'Aragó
El Pla d'Aragó és una plana del terme municipal de Tremp, dins de l'antic terme ribagorçà d'Espluga de Serra, al Pallars Jussà.
Està situada a la riba esquerra de la Noguera Ribagorçana, a ponent del poble dels Masos de Tamúrcia, i al nord-est del poble d'administració aragonesa de Sobrecastell.
A la part nord del pla hi ha la Cabana de Magdalena, i a l'extrem sud-oriental es troba el Mas de Ferràs.